# KallistiOS
KallistiOS (KOS) ist ein freies, auf der BSD-Lizenz basierendes Entwicklungssystem für die Sega-Dreamcast-Spielkonsole, das heute von einem Team freier Software-Entwickler über das Internet entwickelt wird. Das Projekt wurde im Jahr 2000 von Megan Potter initiiert. 
KallistiOS ermöglichte das Entstehen einer großen, bis heute aktiven Homebrew-Entwicklergemeinde auf der Dreamcast. Neben der Erstellung von kostenloser Software wurde es außerdem auch zur Entwicklung einiger kommerzieller Spiele verwendet, wie etwa Last Hope,  Feet of Fury oder Inhabitants. 
Eine Vielzahl an Programmierern veröffentlichte mit Hilfe von KallistiOS unzählige Programme für die von den großen Herstellern ab spätestens 2002 abgeschriebene Konsole, insgesamt sind dies weit mehr als 1000 verschiedene Programme. Es existieren auch Ports für PS2 und GBA, die allerdings unfertig und nur begrenzt nutzbar sind. KallistiOS ist der Nachfolger von libdream, der ersten freien Entwicklerbibliothek für Dreamcast. Libdream wurde ebenfalls von Megan Potter geschrieben und bereits Mitte 2000 veröffentlicht. Es diente als Grundlage einiger Hobbyprojekte, wurde aber schon bald von KallistiOS abgelöst.

## KallistiOS und Kalisto
Auch wenn die Namen ähnlich sind, haben die Entwickler von KallistiOS nichts mit der Warez-Gruppe Kalisto zu tun. Kalisto war die erste Gruppe, die es geschafft hat, die GD-ROMs der Dreamcast auf CD-Rs zu brennen und ohne Bootdisk in der Dreamcast abzuspielen.

## Aussprache
Kallisti, aus dem griechischen „an die Schönste“; Kallisti O.S. (wie Operating System); oder die Abkürzung KOS, die wie „Chaos“ ausgesprochen wird.